# Der König von Hawaii
Der König von Hawaii (Originaltitel: Diamond Head) ist ein US-amerikanisches Filmdrama aus dem Jahre 1962 von Guy Green mit Charlton Heston und Yvette Mimieux sowie George Chakiris in der Hauptrollen. Das Drehbuch basiert auf dem Roman Diamond Head von Peter Gilman.

## Handlung
Richard Howland, der sich König nennen lässt, ist ein tyrannischer Gutsbesitzer auf der Hawaii-Insel Kauaʻi. Er ist erschüttert, als er erfährt, dass seine jüngere Schwester Sloan den Insulaner Paul Kahana heiraten will. Niemand ahnt, dass Howland selber eine Affäre mit der Insulanerin Mei Chen hat.
Auf der Verlobungsfeier des jungen Paares wird Howland von Mei Chens Bruder mit einem Messer attackiert. Paul geht dazwischen und wird versehentlich erstochen. Sloan macht ihren Bruder für den Tod ihres Bräutigams verantwortlich und zieht nach Honolulu. Pauls Bruder Dean findet sie dort betrunken auf und bringt sie in das Haus seiner Mutter Kapiolani.
Mei Chen stirbt bei der Geburt ihres Sohnes. Howland weigert sich, die Vaterschaft anzuerkennen. Sloan beschließt, den Jungen aufzunehmen. Nach einem heftigen Streit nehmen Sloan und Dean den Jungen an sich. Howland wird klar, dass er bald einen eingeborenen Schwager hat. Er besinnt sich und gibt dem Jungen seinen Familiennamen.

## Kritiken
Das Lexikon des internationalen Films über den Film: „Romanverfilmung mit peinlich oberflächlicher Behandlung der Rassismus-Problematik.“
Die Variety bemängelt das schwerfällige Drehbuch, das Unwahrscheinlichkeiten und Ungereimtheiten im Überfluss aufweise.

## Produktion
Die Produktion der Columbia Pictures wurde auf Hawaii gedreht.
Der Film wurde am 30. Januar 1963 in den USA uraufgeführt. In die deutschen Kinos kam er am 16. August desselben Jahres.
Hugo Winterhalter komponierte den Titelsong, der von James Darren gesungen wurde.